# Drevenik
Drevenik (makedonska: Древеник) är en ort i Nordmakedonien. Den ligger i kommunen Bitola, i den sydvästra delen av landet, 90 kilometer söder om huvudstaden Skopje. Drevenik ligger 1 201 meter över havet och antalet invånare är 116.